# Gerrit
Gerrit (транскр.  Герит) бесплатна је веб-алатка која омогућава међусобну сарадњу програмера где једни другима могу да прегледају измене изворног кода неког програм. Програмери софтвера могу међусобно да рецензирају измене кода у веб-прегледачу, односно их одобравају или одбијају. Алатка је слична Git-у, систему дистрибуираног надзора верзија.
Gerrit је додатна копија Rietveld-а, алата за рецензирање кода. Име су добили по холандском дизајнеру Гериту Ритвелду.

## Значајни корисници
- Android[2]
- Chromium OS[3]
- Chrome OS[4]
- Coreboot[5]
- CollabNet[6]
- CyanogenMod и његов наследник, LineageOS[7][8]
- Eclipse Foundation[9]
- Ericsson[10]
- Google Fuchsia[11]
- Garmin[12]
- gem5[13]
- Gilt Groupe[14]
- Go[15]
- GWT[16]
- Kitware (нпр. CMake)[17]
- LibreOffice[18][19]
- MediaWiki[20][21]
- OpenStack[22][23]
- Qt[24]
- SAP SE[25]
- Scilab[26]
- Tizen[27]
- TYPO3[28][29]
- TubeMogul[30][31]
- Vaadin[32]